# Pico da Água
O Pico da Água é uma elevação portuguesa localizada no concelho da Lagoa, ilha de São Miguel, arquipélago dos Açores.
Este acidente geológico tem o seu ponto mais elevado a 230 metros de altitude acima do nível do mar e encontra-se nas imediações do Pico da Mostarda.